# Lutte aux Jeux olympiques d'été de 1976
Navigation
Munich 1972 Moscou 1980

## Tableau des médailles pour la lutte
| Rang | Pays                 | Médaille d'or | Médaille d'argent | Médaille de bronze | Total |
| ---- | -------------------- | ------------- | ----------------- | ------------------ | ----- |
| 1    | Union soviétique     | 12            | 5                 | 1                  | 18    |
| 2    | Japon                | 2             | 0                 | 4                  | 6     |
| 3    | Bulgarie             | 1             | 3                 | 3                  | 7     |
| 4    | États-Unis           | 1             | 3                 | 2                  | 6     |
| 5    | Yougoslavie          | 1             | 1                 | 0                  | 2     |
| 6    | Pologne              | 1             | 0                 | 2                  | 1     |
| 7    | Corée du Sud         | 1             | 0                 | 1                  | 2     |
| 8    | Finlande             | 1             | 0                 | 0                  | 1     |
| 9    | Roumanie             | 0             | 3                 | 3                  | 6     |
| 10   | Hongrie              | 0             | 1                 | 1                  | 1     |
| 10   | Allemagne de l'Est   | 0             | 1                 | 1                  | 2     |
| 12   | Tchécoslovaquie      | 0             | 1                 | 0                  | 1     |
| 12   | Iran                 | 0             | 1                 | 0                  | 1     |
| 12   | Mongolie             | 0             | 1                 | 0                  | 1     |
| 15   | Allemagne de l'Ouest | 0             | 0                 | 2                  | 2     |

## Lutte libre
| Épreuves                    | Or                                 | Argent                                  | Bronze                           |
| --------------------------- | ---------------------------------- | --------------------------------------- | -------------------------------- |
| Poids super-mouche –48 kg   | Khasan Isaev Bulgarie              | Roman Dmitriev Union soviétique         | Akira Kudō Japon                 |
| Poids mouche 48-52 kg       | Yūji Takada Japon                  | Aleksandr Ivanov Union soviétique       | Jeon Hae-sup Corée du Sud        |
| Poids coq, 52-57 kg         | Vladimir Yumin Union soviétique    | Hans-Dieter Brüchert Allemagne de l'Est | Masao Arai Japon                 |
| Poids plume, 57-62 kg       | Yang Jung-mo Corée du Sud          | Zyevyegiyn Oydov Mongolie               | Eugene Davis États-Unis          |
| Poids légers, 62-68 kg      | Pavel Pinigin Union soviétique     | Lloyd Keaser États-Unis                 | Yasaburo Sugawara Japon          |
| Poids mi-moyens, 68-74 kg   | Jiichirō Date Japon                | Mansour Barzegar Iran                   | Stanley Dziedzic États-Unis      |
| Poids moyens, 74-82 kg      | John Peterson États-Unis           | Viktor Novozhilov Union soviétique      | Adolf Seger Allemagne de l'Ouest |
| Poids mi-lourds, 82-90 kg   | Levan Tediashvili Union soviétique | Ben Peterson États-Unis                 | Stelică Morcov Roumanie          |
| Poids lourds, 90-100 kg     | Ivan Yarygin Union soviétique      | Russell Hellickson États-Unis           | Dimo Kostov Bulgarie             |
| Poids super-lourds, +100 kg | Soslan Andiyev Union soviétique    | József Balla Hongrie                    | Ladislau Şimon Roumanie          |

## Lutte gréco-romaine
| Épreuves                     | Or                                     | Argent                                | Bronze                                  |
| ---------------------------- | -------------------------------------- | ------------------------------------- | --------------------------------------- |
| Poids super-mouche 48 kg     | Aleksey Shumakov Union soviétique      | Gheorghe Berceanu Roumanie            | Stefan Angelov Bulgarie                 |
| Poids mouche, 48-52 kg       | Vitaly Konstantinov Union soviétique   | Nicu Gingă Roumanie                   | Kōichirō Hirayama Japon                 |
| Poids coq, 52-57 kg          | Pertti Ukkola Finlande                 | Ivan Frgić Yougoslavie                | Farhat Mustafin Union soviétique        |
| Poids plume, 57-62 kg        | Kazimierz Lipień Pologne               | Nelson Davidyan Union soviétique      | László Réczi Hongrie                    |
| Poids légers, 62-68 kg       | Suren Nalbandyan Union soviétique      | Ştefan Rusu Roumanie                  | Heinz-Helmut Wehling Allemagne de l'Est |
| Poids mi-moyens, 68-74 kg    | Anatoliy Bykov Union soviétique        | Vítězslav Mácha Tchécoslovaquie       | Karl-Heinz Helbing Allemagne de l'Ouest |
| Poids moyens, 74-82 kg       | Momir Petković Yougoslavie             | Vladimir Cheboksarov Union soviétique | Ivan Kolev Bulgarie                     |
| Poids mi-lourds, 82-90 kg    | Valeri Rezantsev Union soviétique      | Stoyan Ivanov Bulgarie                | Czeslaw Kwiecinski Pologne              |
| Poids lourds, 90-100 kg      | Nikolai Balboshin Union soviétique     | Kamen Goranov Bulgarie                | Andrzej Skrzydlewski Pologne            |
| Poids Super-lourds, + 100 kg | Oleksandr Kolchynskyy Union soviétique | Aleksandar Tomov Bulgarie             | Roman Codreanu Roumanie                 |